# Je te tuerai
Pour plus de détails, voir Fiche technique et Distribution.
Je te tuerai (Uno straniero a Sacramento) est un western spaghetti italien sorti en 1965, réalisé par Sergio Bergonzelli.

## Synopsis
Lors d'une attaque à main armée, Mike Jordan se retrouve sans employés et sans bétail. Il se tourne vers le shérif, qui l'accuse d'avoir tué deux hommes, envoyés par Barnett, un malfaiteur. Arrêté, il parvient à s'enfuir grâce à Chris et Lisa, mais quand il amène le shérif à l'endroit où sont enterrés les deux cadavres, il ne peut rien trouver. A nouveau en prison, il s'en sort de nouveau grâce aux deux compères, qui sont arrivés à faire parler un homme de Barnett.

## Fiche technique
- Titre français : Je te tuerai
- Titre original italien : Uno straniero a Sacramento
- Genre : Western spaghetti
- Réalisateur : Sergio Bergonzelli (comme Serge Bergon)
- Scénario : Sergio Bergonzelli et Al Albert, d'après le roman Ti uccidero de Jim Murphy
- Production : Sergio Bergonzelli pour Films d'Equipe
- Photographie : Bitto Albertini
- Montage : Jolanda Benvenuti
- Musique : Felice Di Stefano (comme Felix De Stephen)
- Année de sortie : 1965
- Durée : 102 minutes
- Format d'image : 2,35 : 1
- Pays :  Italie
- Distribution en Italie : Regionale Film, Selecta Film
- Date de sortie en salle en France : 22 décembre 1965[1]

## Distribution
Sauf indication contraire, les informations mentionnées dans cette section peuvent être confirmées par la base de données cinématographiques IMDb,  présente dans la section « Liens externes ».
- Mickey Hargitay : Mike Jordan
- Aldo Berti (sous le pseudo de Steve Saint-Claire) : Chris
- Mario Lanfranchi (sous le pseudo de Johnny Jordan)
- Giulio Marchetti (sous le pseudo de James Hill)
- Florencia Silvero (sous le pseudo de Flo Silver) : Lisa
- Barbara Frey
- Big Matthews (comme Big I. Matthews)
- Gia Sandri
- Luciano Benetti (comme Lucky Bennett)
- Gabriella Giorgelli : Rosa (danseuse au saloon)
- Ariel Brown
- Renato Chiantoni
- Franco Gulà
- Romano Giomini
- Julián Marcos
- Giuseppe Mattei (comme Joseph Mathews)
- Aldo Berti
- Bruno Arié
- Giacomo Di Segni